# Rêverie (Debussy)
Rêverie è una composizione per pianoforte scritta da Claude Debussy nel 1890.

## Storia
Nella primavera del 1890, dopo l'infelice esito della sua Fantaisie per pianoforte e orchestra, Debussy, amareggiato, pensò di dedicarsi alla composizione di brani per pianoforte solo, lo strumento da lui più amato; inoltre egli sapeva bene che dei pezzi pianistici brevi sarebbero stati più facilmente pubblicati e venduti, e questo nella considerazione delle difficoltà economiche in cui versava il compositore, sempre a corto di denaro e sempre in cerca di aiuti da parte di amici e sostenitori.
In breve tempo scrisse alcuni brevi brani "da salotto": la Marche écossaise, Ballade, Valse romantique, Tarantelle, una Mazurka e Rêverie. Su consiglio degli amici, e in particolare del finanziere Étienne Dupin, tutte queste opere furono vendute all'editore Choudens. Rêverie e la Mazurka gli fruttarono cento franchi; dopo poco tempo, però, Debussy vendette di nuovo i due brani a Julien Hamelle, unitamente a tre melodie composte su poesie di Paul Verlaine, fatto forse dovuto a un errore o, molto probabilmente, un tentativo di ottenere un po' più di denaro.
Tutti questi brevi brani scritti fra il 1890 e il 1891 non sono di grande spessore, tanto è vero che, quando dopo quindici anni l'editore Fremont volle ripubblicare Rêverie, Debussy, poco convinto della cosa, scrisse in una lettera alla moglie dell'editore: "è un errore pubblicare Rêverie...è brutta".

Il brano fu eseguito per la prima volta a Parigi il 27 febbraio 1899 alla Société Nationale de Musique dalla pianista Germaine Alexandre.

## Analisi
Rêverie si stacca in realtà dagli altri brani scritti nello stesso periodo, tutti minori come tessitura musicale, per una fluida cantabilità della sua linea melodica, semplice e sognante; è però un'opera giovanile, ancora legata a certe reminiscenze romantiche e ancora lontana dagli esiti di complessità armonica raggiunti in seguito dal musicista. Il canto si appoggia su arpeggi della mano sinistra con una successiva inversione dei ruoli; dopo una serie di accordi a due mani, con un ampio arpeggio, si torna alla scrittura iniziale terminando, come indicato, "rallentando e perdendosi". A differenza di altre composizioni giovanili per pianoforte, quali le Images Inédites, il musicista qui affida una notevole importanza al pedale di risonanza che accentua l'aspetto un po' pensoso e sognante del brano.